# Устройство для эвтаназии
Устройство для эвтаназии — это механизм, созданный для того, чтобы позволить человеку умереть быстро и с минимальными болевыми ощущениями. Наиболее распространены устройства, предназначенные для того, чтобы помочь неизлечимо больным людям умереть без продолжительной боли с помощью добровольной эвтаназии или ассистированного суицида. Они могут управляться второй стороной, например, врачом, или самим человеком, желающим умереть. В настоящее время ведутся постоянные дебаты об этичности эвтаназии и использовании устройств для эвтаназии.

## Известные устройства

### Танатрон
Изобретен Джеком Кеворкяном, который использовал это устройство и назвал его «Танатрон» или машина смерти в честь греческого демона Танатоса. Он срабатывал при нажатии кнопки для механической подачи эвтаназирующих препаратов через капельницу. Машина имела три канистры, установленные на металлической раме. В каждой канистре был шприц, который подключался к одной капельнице в руке человека. В одной был физраствор, в другой - вызывающий сон барбитурат тиопентал натрия, а в последней - смертельная смесь хлорида калия, который мгновенно останавливал сердце, и панкурония бромида, паралитического препарата для предотвращения спазмов во время процесса наступления смерти. С помощью этого метода было совершено два самоубийства.

### Мерситрон
Кеворкян помогал другим с помощью устройства, в котором использовался противогаз, питаемый канистрой с угарным газом, которое называлось «Мерситрон» (машина милосердия). Его создание стало необходимым, поскольку после первых двух смертей у Кеворкяна была отозвана медицинская лицензия, и он больше не мог иметь легальный доступ к веществам, необходимым для «Танатрона». Это примитивное устройство, состоящее из канистры с угарным газом, прикрепленной к лицевой маске с трубкой. Чтобы газ начал поступать, необходимо отпустить клапан. В зависимости от степени инвалидности человека к клапану может быть прикреплена импровизированная ручка, чтобы его было легче поворачивать. Или, когда клапан находится в положении «открыто», на трубку можно надеть зажим или прищепку. Потянув за нее, можно пустить газ. По оценкам Кеворкяна, этот метод занимал 10 минут или больше. Иногда он советовал людям принимать успокоительные средства или мышечные релаксанты, чтобы сохранить спокойствие, пока они глубоко вдыхают газ.

### Deliverance

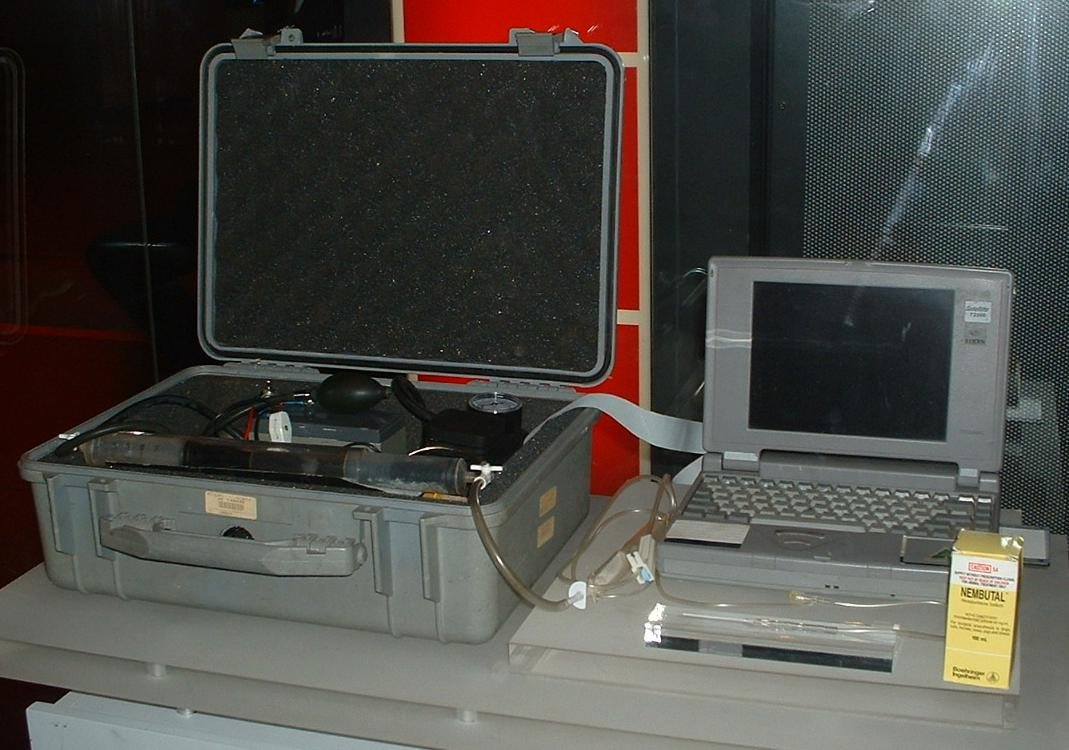
«Deliverance» Филипа Ничке

Deliverance была изобретена Филипом Ничке. Она состояла из программного обеспечения под названием Deliverance, которое устанавливалось на специальный ноутбук, подключаемый к капельнице в руке человека. Компьютерная программа задавала ряд вопросов, чтобы подтвердить намерение человека умереть. После положительного ответа на все вопросы запускалась смертельная инъекция барбитуратов.
В одном из интервью Ничке сказал, что даже если бы врач мог по закону делать смертельную инъекцию, он предпочел бы, чтобы пациент контролировал введение препаратов. Сокращение роли врача также позволило пациенту остаться наедине со своей семьей во время процесса эвтаназии.
Машина использовалась легально, пока действовал закон о правах неизлечимо больных в Северной территории Австралии от 1995 года; в дальнейшем этот закон был отменен решением австралийского парламента. Машина была выставлена в Британском музее науки.

### Устройство для эвтаназии Exit International
Устройство для эвтаназии Exit International было изобретено Филипом Ничке в 2008 году. В нем используется баллон с азотом, пластиковый пакет и пластиковая трубка, один конец которой прикреплен к баллону с газом, а другой закреплен внутри пакета с помощью завязки, удерживаемой клейкой лентой. Ничке сказал: «Идея дать людям доступ к средству, позволяющему почувствовать, что они снова контролируют эту область, на самом деле является способом продления жизни. Это может показаться парадоксальным, но мы обнаружили, что когда люди чувствуют, что они снова контролируют ситуацию, они реже идут на отчаянные поступки».
История
Основной принцип автоэвтаназии с помощью аноксии был впервые описан в книге Последний выход Дерека Хамфри в 1991 году. Оригинальная методология была разработана с использованием гелия группой NuTech.
Описание
Ничке описал свое устройство как модификацию метода с использованием пакета для самоубийства с гелием, описанного в книге The Peaceful Pill Handbook. Гелий был заменен баллоном со сжатым азотом и регулятором для подачи азота в пластиковый пакет. Одним из преимуществ этого метода была доступность большего количества азота и более длительная скорость потока. Ничке утверждает, что азот также более физиологически инертен, чем гелий, с меньшей вероятностью побочных реакций, и что потеря сознания происходит быстро, а смерть наступает в течение нескольких минут. В отличие от гелиевых баллонов, азотные баллоны можно перезаправлять в случае утечки, а газ азота невозможно обнаружить во время вскрытия.
Процесс
Принцип действия устройства заключается в кислородном голодании, которое приводит к гипоксии, асфиксии и смерти в течение нескольких минут. Лишение кислорода в присутствии углекислого газа вызывает панику и чувство удушья (гиперкапническая реакция тревоги), и человек борется даже в бессознательном состоянии, тогда как аноксия при наличии инертного газа, такого как азот, гелий или аргон, этого не вызывает.
Близкий контакт с закрытым инертным газом смертельно опасен, но выпущенный на открытый воздух, он быстро рассеивается и безопасен для окружающих. Он не воспламеняется и не взрывоопасен. В книге Хамфри описывается, что тесный контакт с газом достигается путем надевания на голову прочного прозрачного пластикового пакета, закрепленного на шее, при этом инертный газ подается в пакет по пластиковой трубке.
Самоубийства с использованием этого метода задокументированы в судебно-медицинской литературе. В исследовании Асфиксическое самоубийство с помощью гелия и пластикового пакета (Огден и др.) авторы описывают типичную историю болезни, в которой пожилая больная раком использовала пластиковый пакет, закрепленный над головой, баллон с гелием и пластиковый шланг, присоединенный к клапану баллона и пластиковому пакету. Авторы отметили, что пакет самоубийцы, наполненный гелием, вызывает почти мгновенную потерю сознания, за которой в течение нескольких минут следует смерть. Время до потери сознания в пакете, наполненном азотом, составляет 15 секунд, утверждают профессора Коупленд, Паппас и Парр, которые выступали за более гуманный метод казни в американском штате Оклахома.

### Sarco
В 2017 году Ничке изобрел напечатанную на 3D-принтере капсулу для самоубийства, которую он назвал «Sarco». Sarco будет содержать сенсорную панель и азот, а после ввода кода активации «человека снова спросят, хочет ли он умереть». При положительном ответе в капсулу поступает азот, вытесняя кислород, и вскоре наступает смерть. Аппарат Sarco невозможно напечатать на небольших 3D-принтерах. Sarco предлагает «эйфорическую смерть».
Ничке планировал опубликовать чертежи устройства с открытым исходным кодом для Sarco к 2019 году.
В декабре 2021 года Sarco получила разрешение на использование в Швейцарии.

### Устройство для предварительной эвтаназии
Кроме того, была предложена заблаговременная эвтаназия. Это предполагает введение пациентам с ранней стадией деменции имплантата, содержащего смертельные яды. Яды высвобождаются из имплантата по мере прогрессирования болезни пациента, чтобы убить его.